# Christoph Nösig
Christoph Nösig (Innsbruck, 19 de junio de 1985) es un deportista austríaco que compitió en esquí alpino. Ganó una medalla de oro en el Campeonato Mundial de Esquí Alpino de 2015, en la prueba de equipo mixto. 

## Palmarés internacional
| Campeonato Mundial | Campeonato Mundial                 | Campeonato Mundial | Campeonato Mundial |
| Año                | Lugar                              | Medalla            | Prueba             |
| ------------------ | ---------------------------------- | ------------------ | ------------------ |
| 2015               | Vail/Beaver Creek (Estados Unidos) | Medalla de oro     | Equipo mixto       |